# Łubjanka (obwód dniepropetrowski)
Łubjanka (ukr. Луб'янка) – wieś na Ukrainie, w obwodzie dniepropetrowskim, w rejonie synelnykowskim, w hromadzie Rajiwka. W 2001 liczyła 579 mieszkańców, spośród których 548 wskazało jako ojczysty język ukraiński, 24 rosyjski, 6 białoruski, a 1 inny.